# Ivan Nielsen
Ivan Nielsen   (Frederiksberg, 9 d'octubre de 1956) és un exfutbolista danès de la dècada de 1980.
Fou 51 cops internacional amb la selecció de Dinamarca amb la qual participà en la Copa del Món de futbol de 1986.
Pel que fa a clubs, defensà els colors de Feyenoord i PSV Eindhoven.

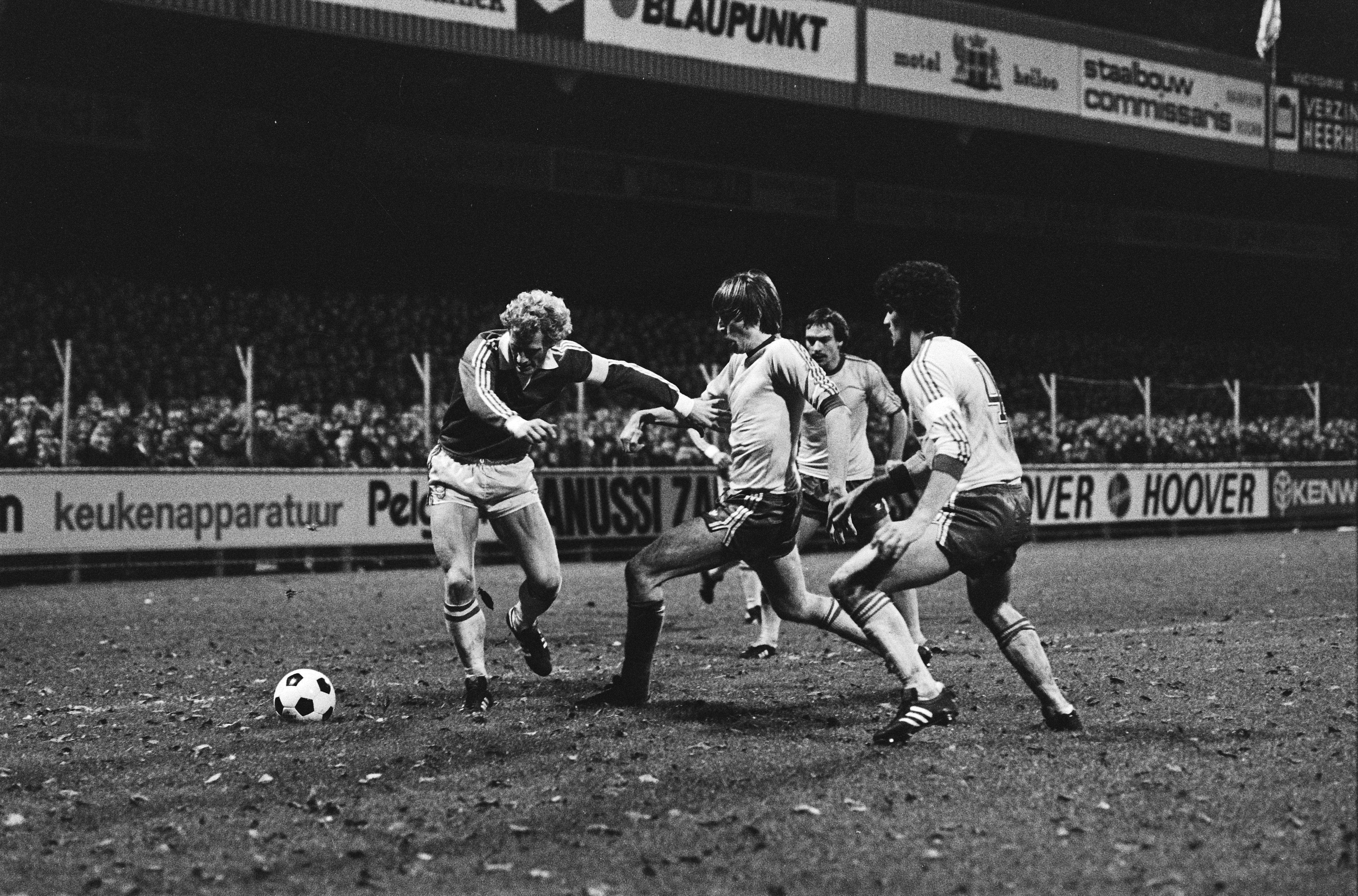
Kees Kist (AZ'67), Ivan Nielsen, Jan van Deinsen i Michel van de Korput.